# Von der Heydt-Museum
Het Von der Heydt-Museum is het belangrijkste kunstmuseum van de Duitse stad Wuppertal in de deelstaat Noordrijn-Westfalen. Het museum is gelegen op de hoek van de Turmhof en de Wall van Wuppertal-Elberfeld.

## Geschiedenis
In 1895 was de Elberfelder Museumsverein op zoek naar een permanente tentoonstellingsruimte voor haar bescheiden collectie kunst en oudheden. Die ruimte werd gevonden in het voormalige raadhuis van Elbersfeld, toen nog een zelfstandige gemeente. Het in neoclassicistische stijl gebouwde raadhuis was tussen 1826 en 1841 gebouwd naar ontwerp van Johann Peter Cremer. Het is een beschermd monument.
De opening van het nieuwe museum vond plaats in 1902. In de jaren daarna breidden zowel het oppervlak als het aantal geëxposeerde kunstobjecten zich gestaag uit. Door schenkingen van de Elberfelder bankiersfamilie Von der Heydt en enkele andere weldoeners kon de bescheiden collectie aan het eind van de negentiende en het begin van de twintigste eeuw wezenlijk worden vergroot, zodat het museum het gehele gebouw in gebruik heeft genomen.
Eduard von der Heydt (1882-1964) was lid van de fascistische NSDAP. Blijkens een officieel rapport uit 2007 zijn er geen bewijzen gevonden voor medeplichtigheid aan wandaden voor of tijdens de Tweede Wereldoorlog.
Met de aankoop in 1911 van het schilderij Acrobate et jeune arlequin uit 1905, was het Von der Heydt-Museum het eerste museum dat een werk van Pablo Picasso verwierf. Het schilderij werd door de nationaalsocialisten in 1937 in beslag genomen en in 1939 in Zürich verkocht. Het museum heeft het schilderij in 1989 op een veiling in Londen willen terugkopen, maar de gerealiseerde prijs van 66 miljoen Duitse marken was niet op te brengen.
Sinds 1991 staat rechts en links van de trap naar de ingang het tweedelige beeldhouwwerk Early Forms van de in Wuppertal wonende Britse kunstenaar Tony Cragg. De beeldhouwer combineerde in het werk oude en moderne alledaagse voorwerpen. Het ene beeld is een combinatie van een amfoor en een blikje, het andere combineert de vorm van een vijzel en een plastic fles. De aankoop werd gesteund door de deelstaat Noordrijn-Westfalen en de Stadtsparkasse Wuppertal.

### Historische benamingen
- 1902–1915: Städtisches Museum Elberfeld
- 1915–1918: Kaiser-Wilhelm-Museum
- 1918–1929: Städtisches Museum Elberfeld
- 1929–1961: Städtisches Museum Wuppertal
- 1961–nu: Von der Heydt-Museum

### Museumdirecteuren
- 1902–1929: Friedrich Fries
- 1929-1952: Victor Dirksen
- 1953-1962: Harald Seiler
- 1962-1985: Günter Aust
- 1985-2006: Sabine Fehlemann
- 2006–2019: Gerhard Finckh
- 2020-nu: Roland Mönig

## Collectie
Het museum beschikte anno 2025 over ongeveer drieduizend schilderijen die permanent of via wisseltentoonstellingen te bezichtigen zijn. Tot de vaste collectie behoren schilderijen en beeldhouwwerken van Europese kunstenaars van de zestiende eeuw tot de huidige tijd. Enkele daarvan, die de moderne en hedendaagse kunst vertegenwoordigen, zijn: Max Beckmann, Alexej von Jawlensky, Edvard Munch, Lovis Corinth, Salvador Dalí, August Macke, Ernst Ludwig Kirchner, Emil Nolde, Claude Monet en Pablo Picasso.

### Fotogalerij

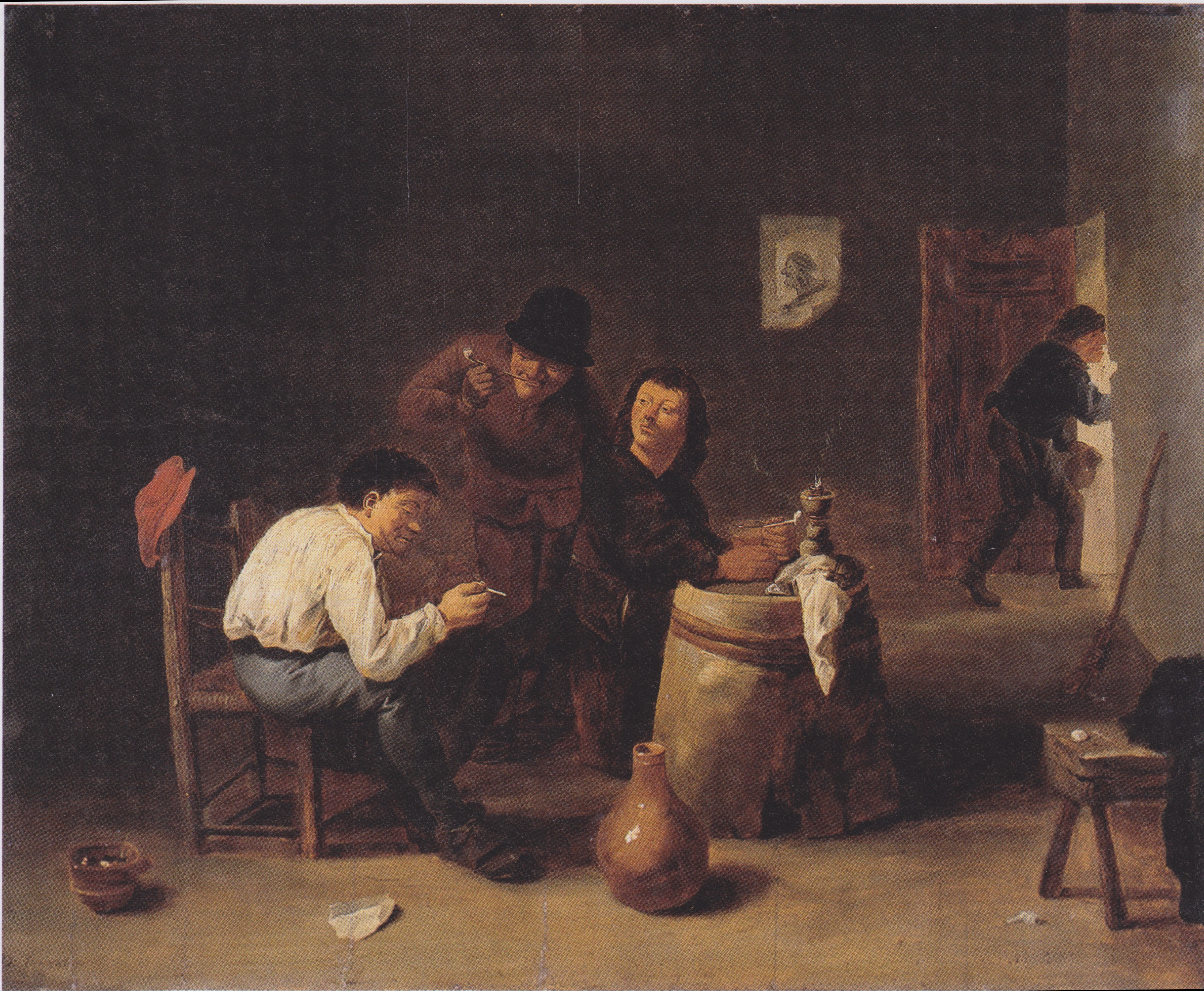
Herbergscène (1634) van David Teniers II
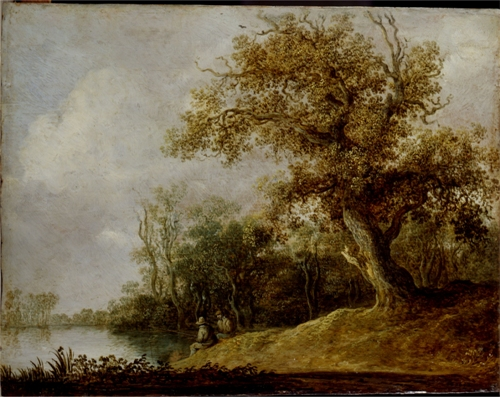
Teich im Wald (1642) van Jan van Goyen
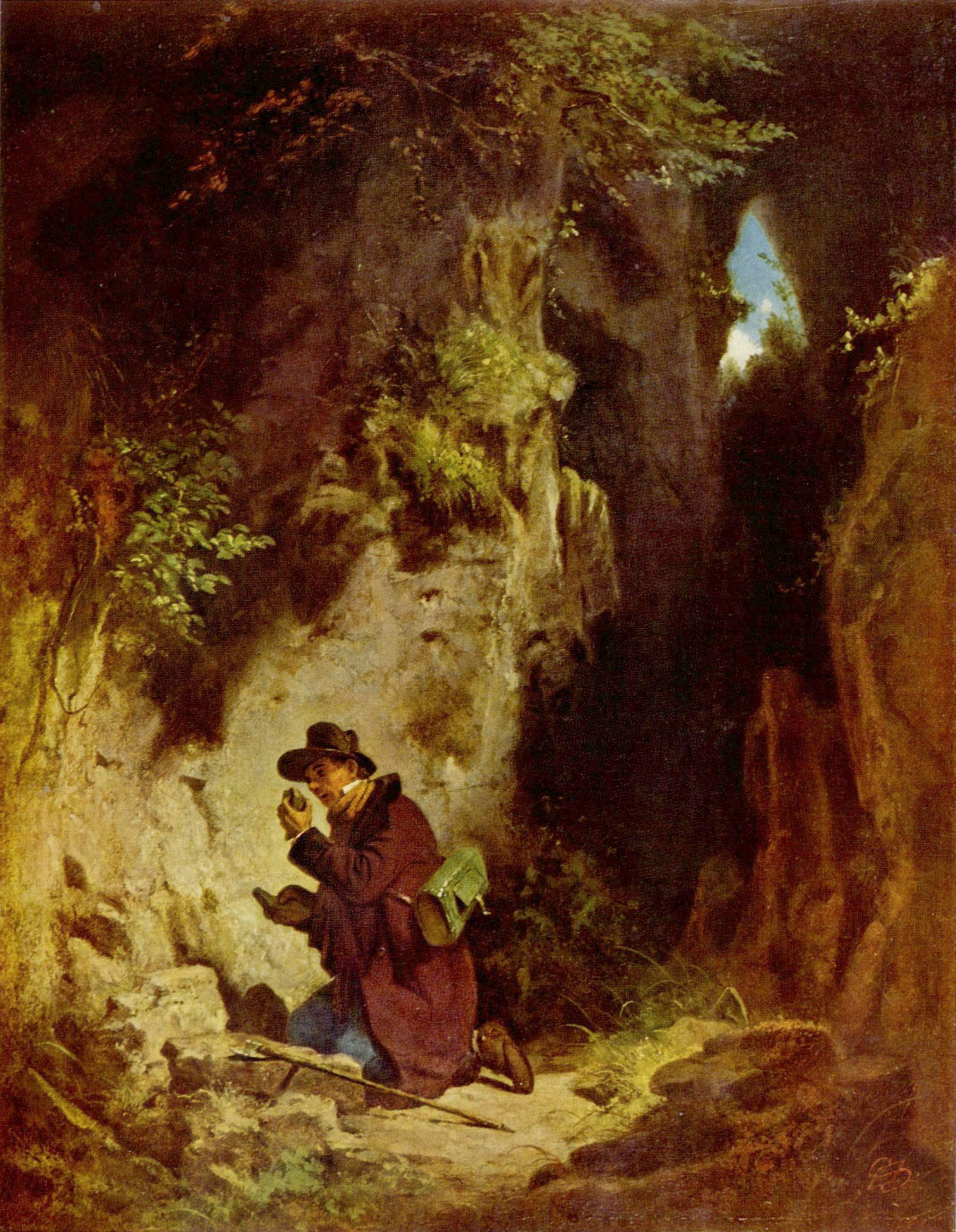
Der Geologe (ca. 1855/60) van Carl Spitzweg
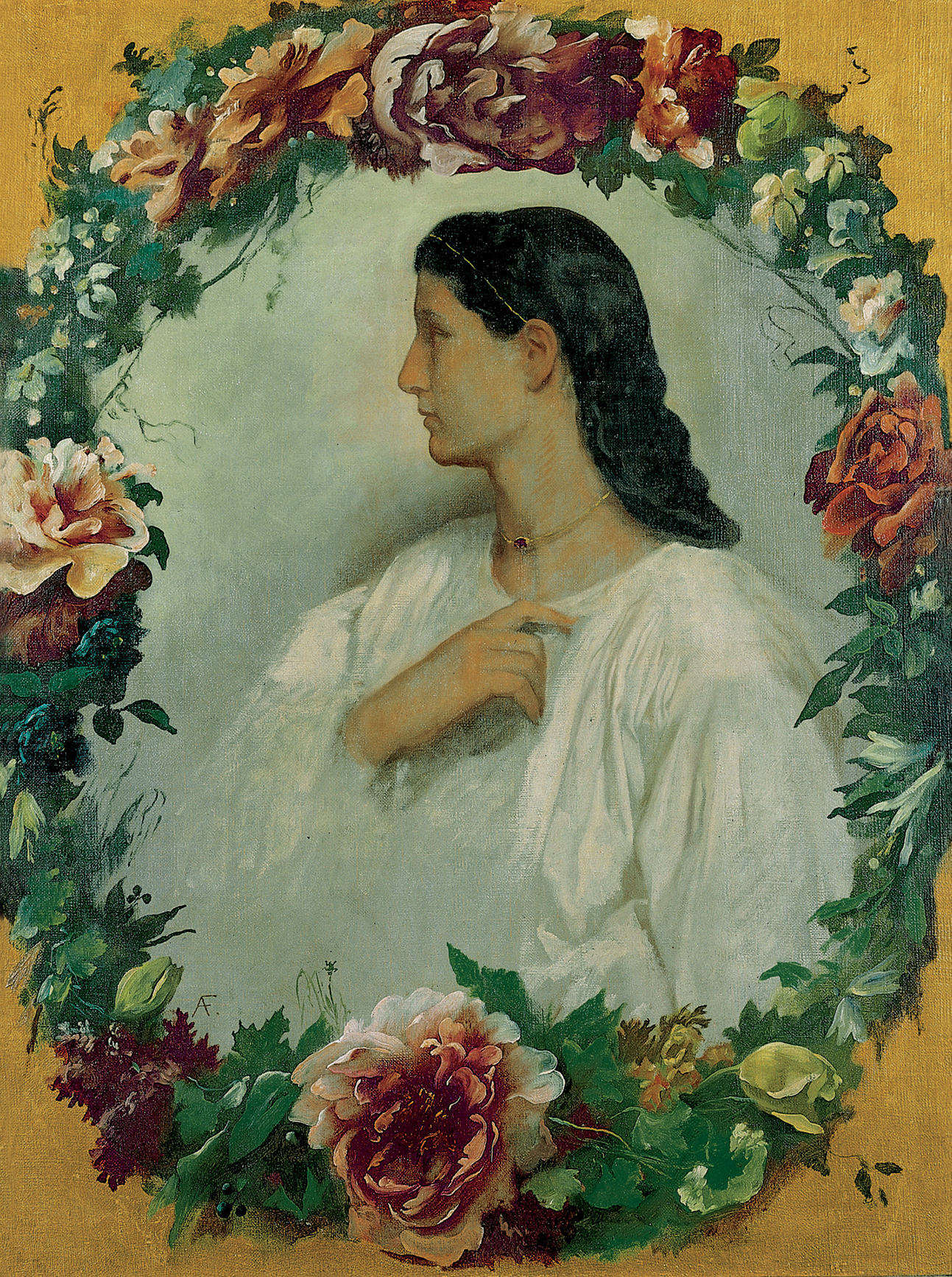
Nanna (ca. 1861) van Anselm Feuerbach
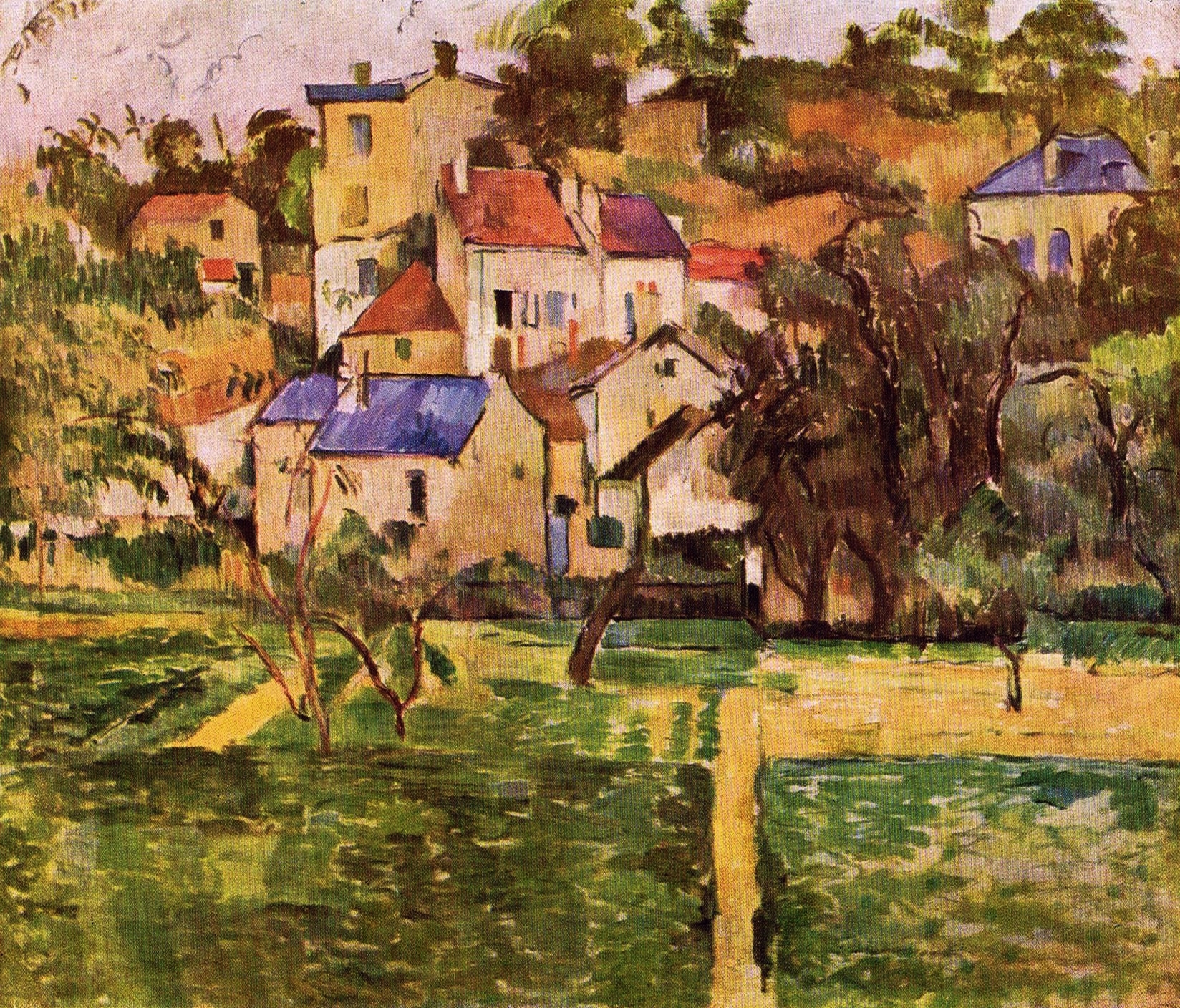
L'Éremitage à Pontoise (1881) van Paul Cézanne
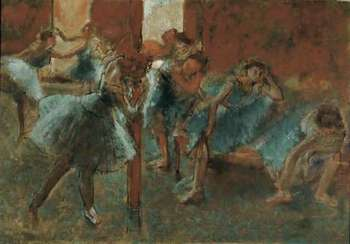
Danseuses en répétition (1891) van Edgar Degas
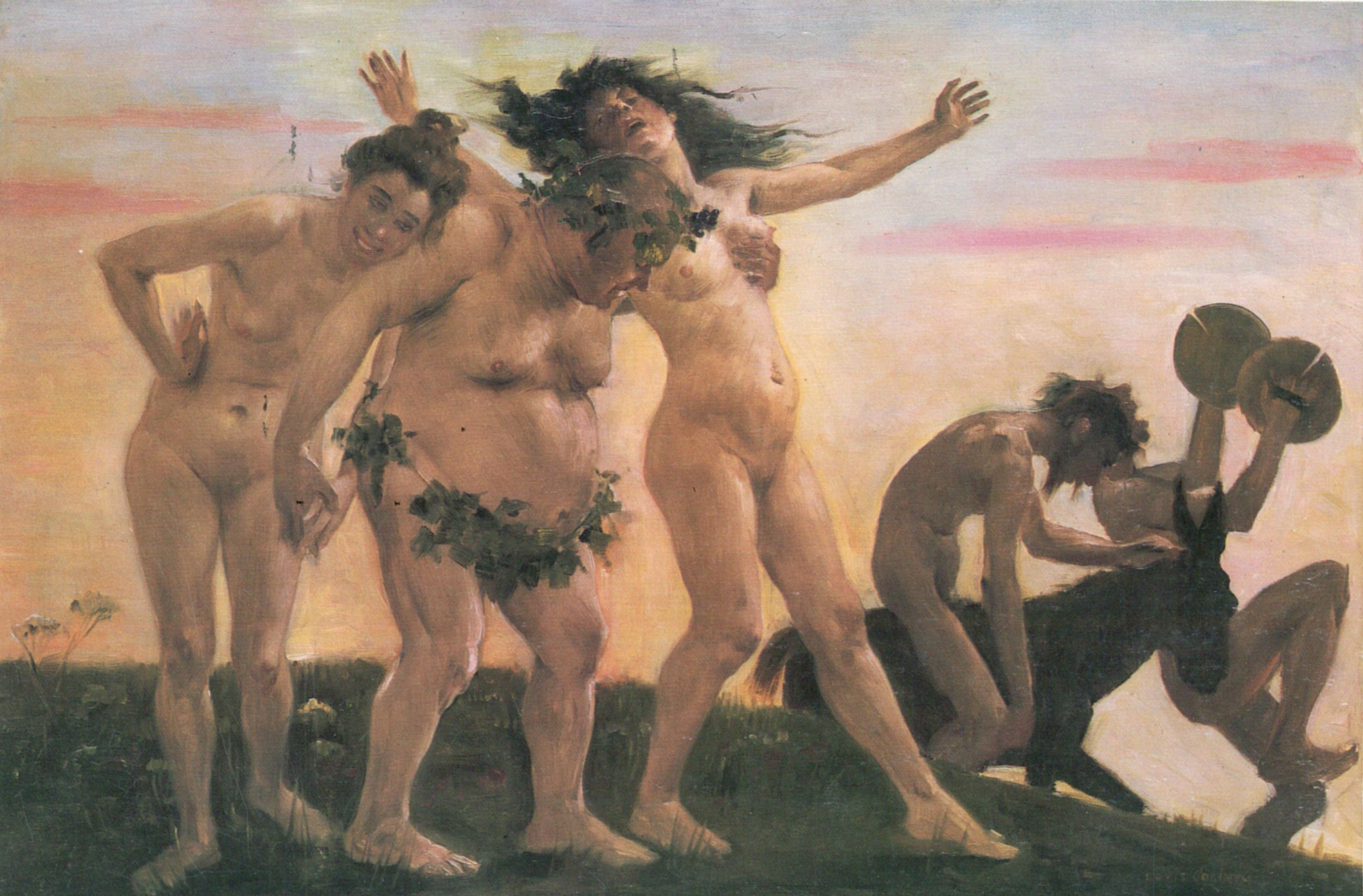
Heimkehrende Bacchanten (1898) van Lovis Corinth
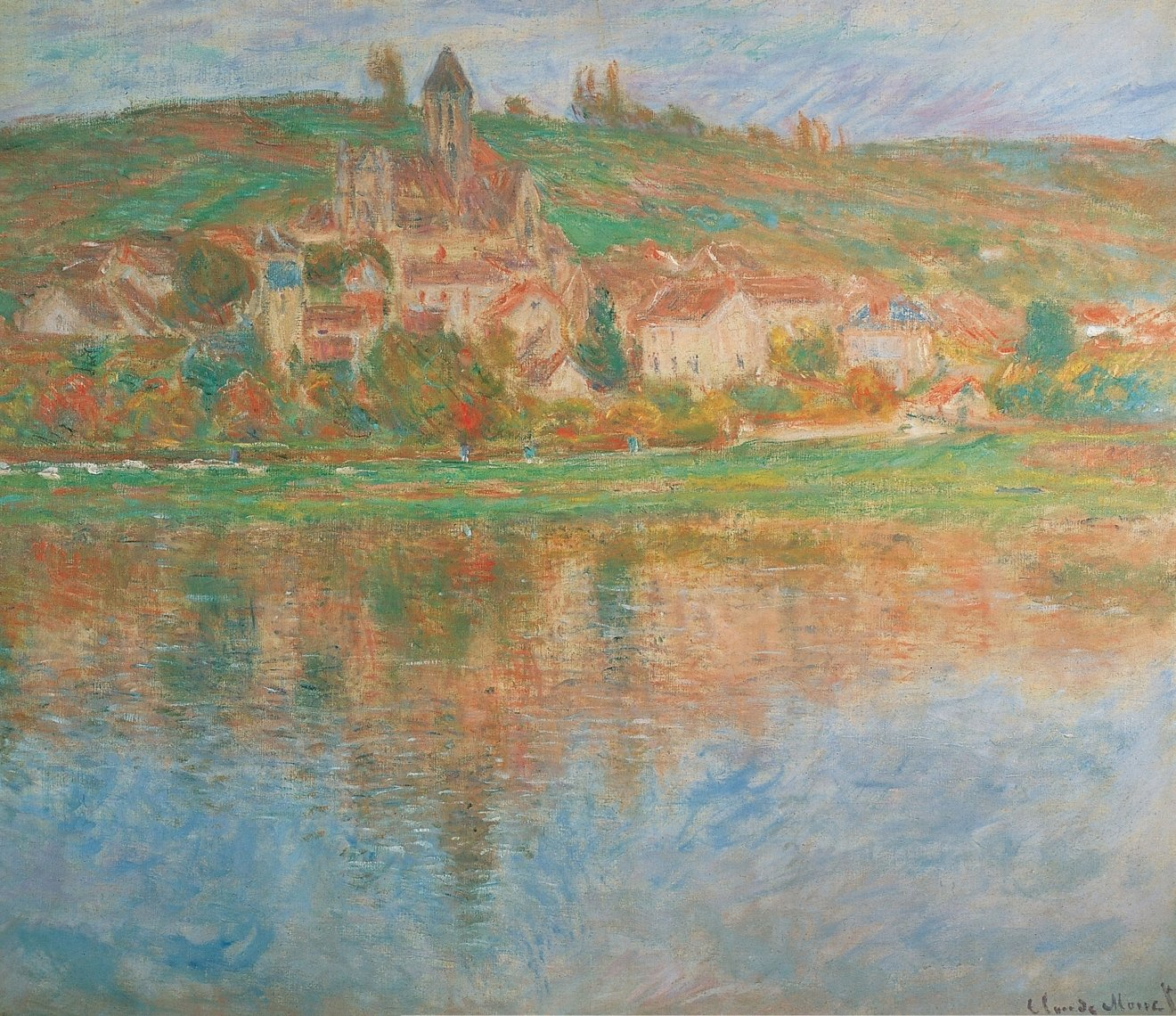
Vétheuil (ca. 1901) van Claude Monet
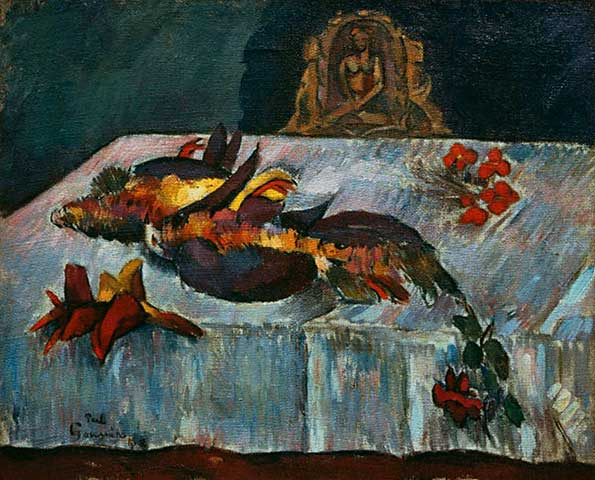
Nature morte aux oiseaux exotiques II (1902) van Paul Gauguin
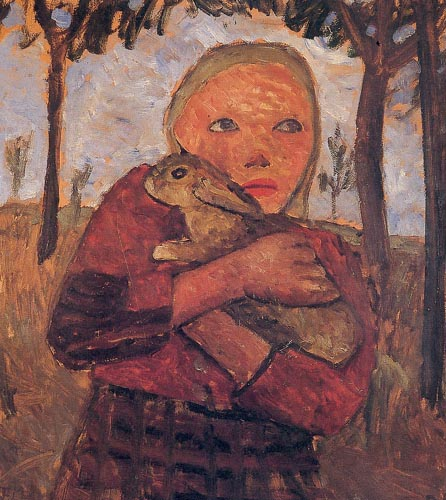
Mädchen mit Kaninchen (1905) van Paula Modersohn-Becker
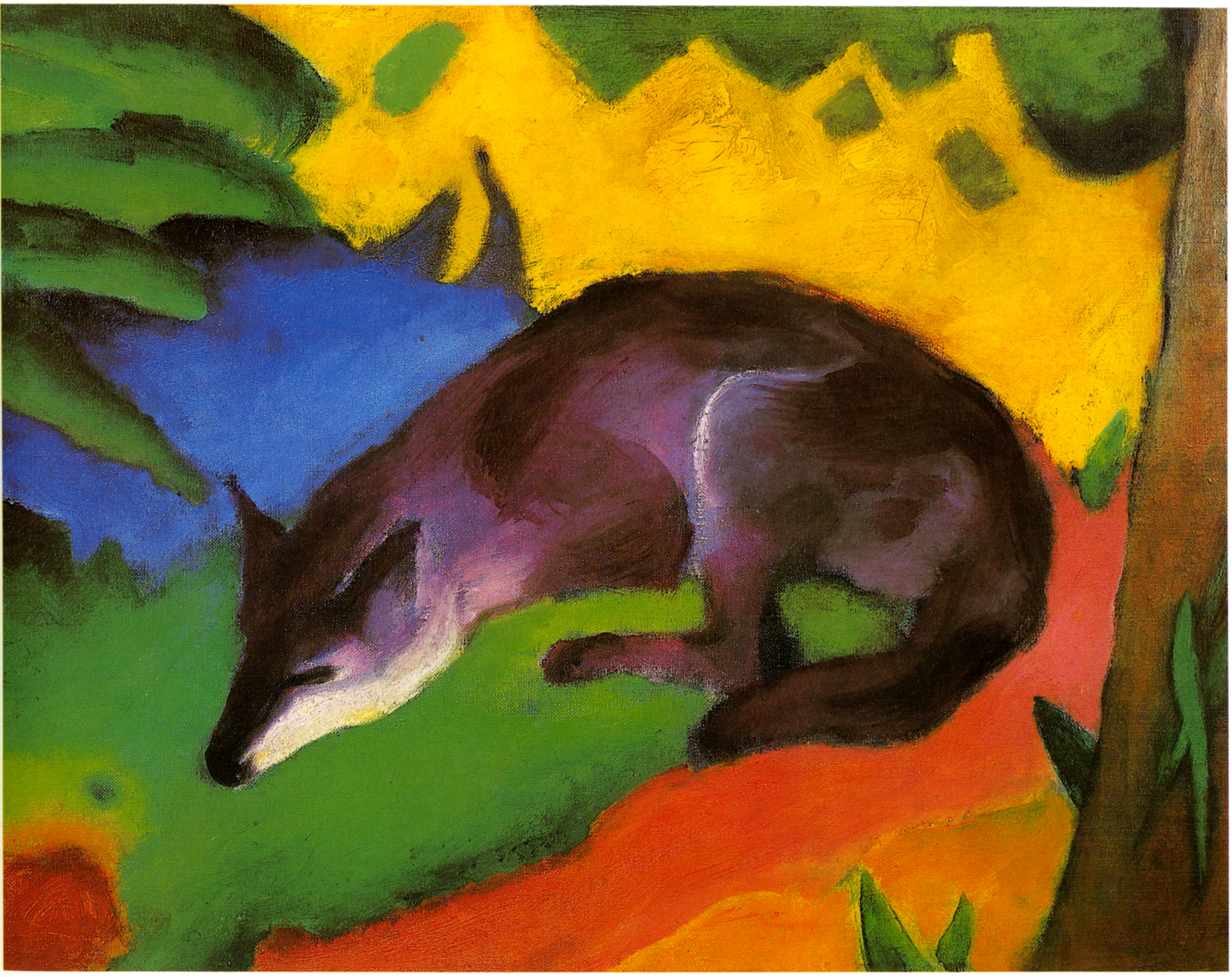
Blauschwarzer Fuchs (1911) van Franz Marc
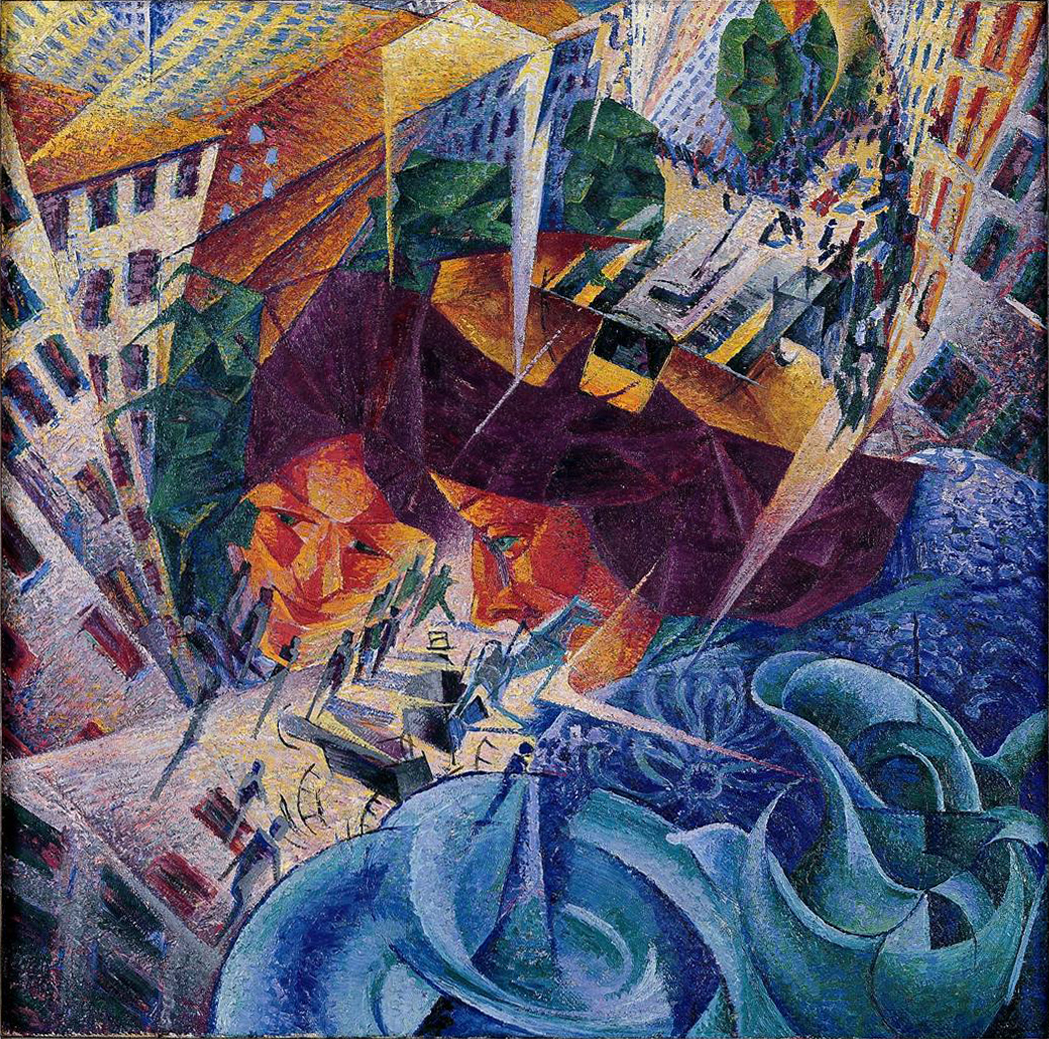
Visioni simultanee (ca. 1912) van Umberto Boccioni
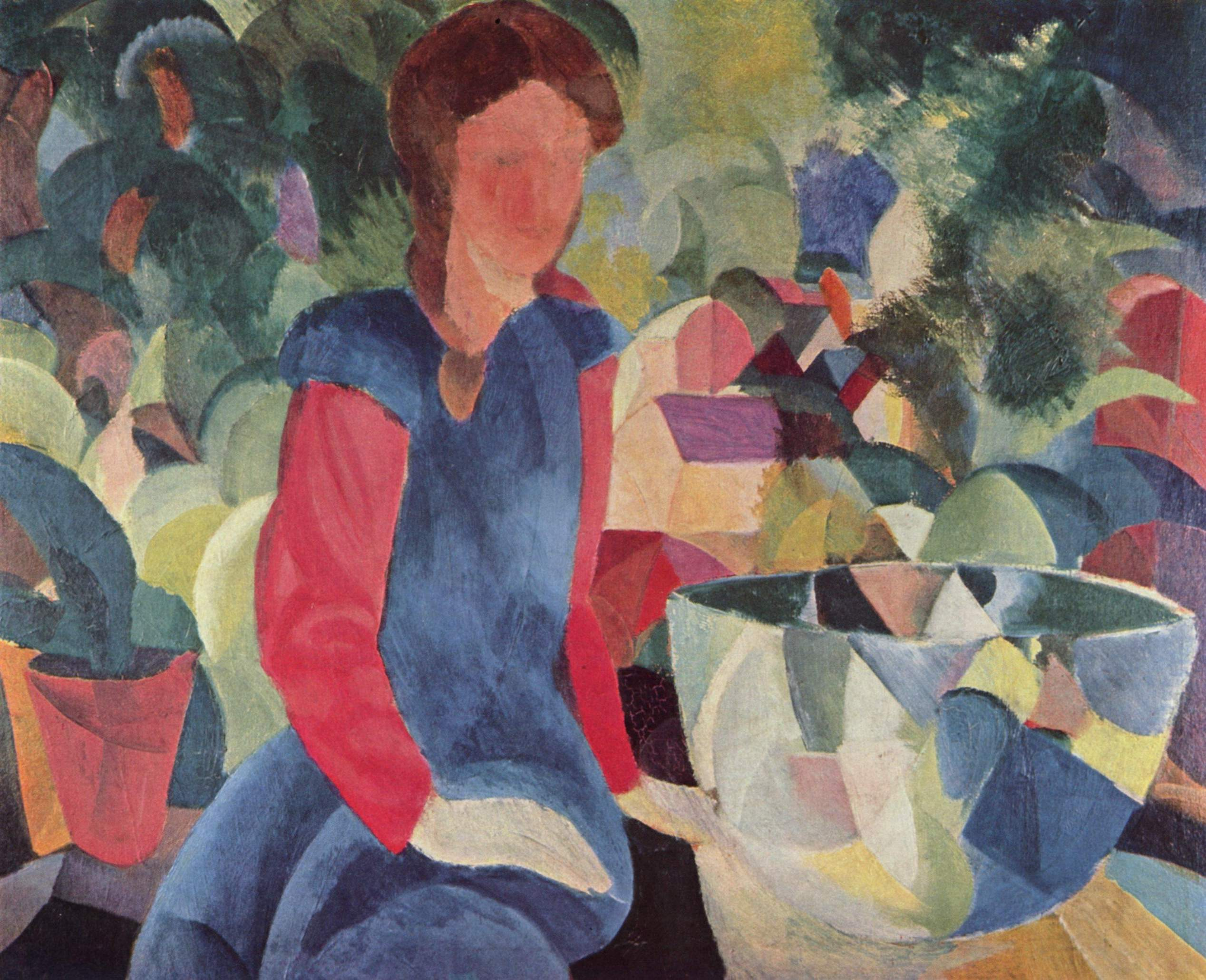
Mädchen mit Fischglocke (1914) van August Macke
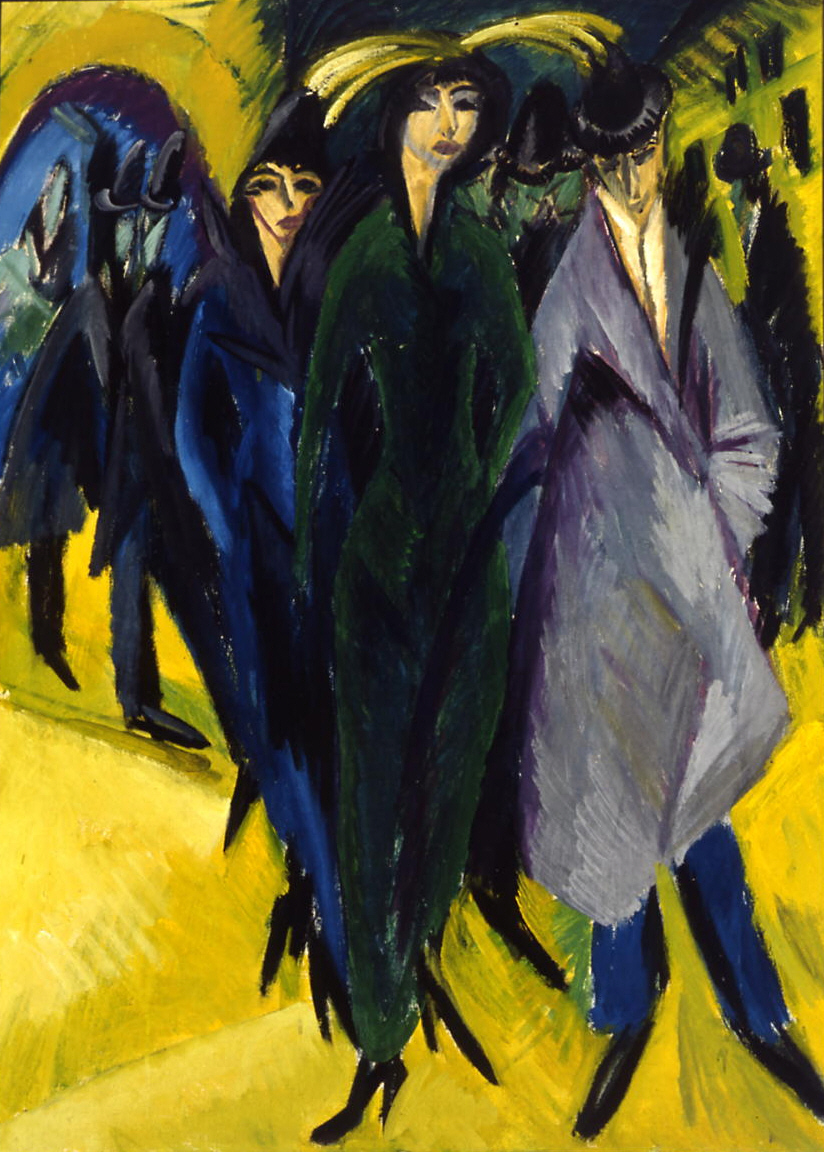
Frauen auf der Straße (1915) van Ernst Ludwig Kirchner
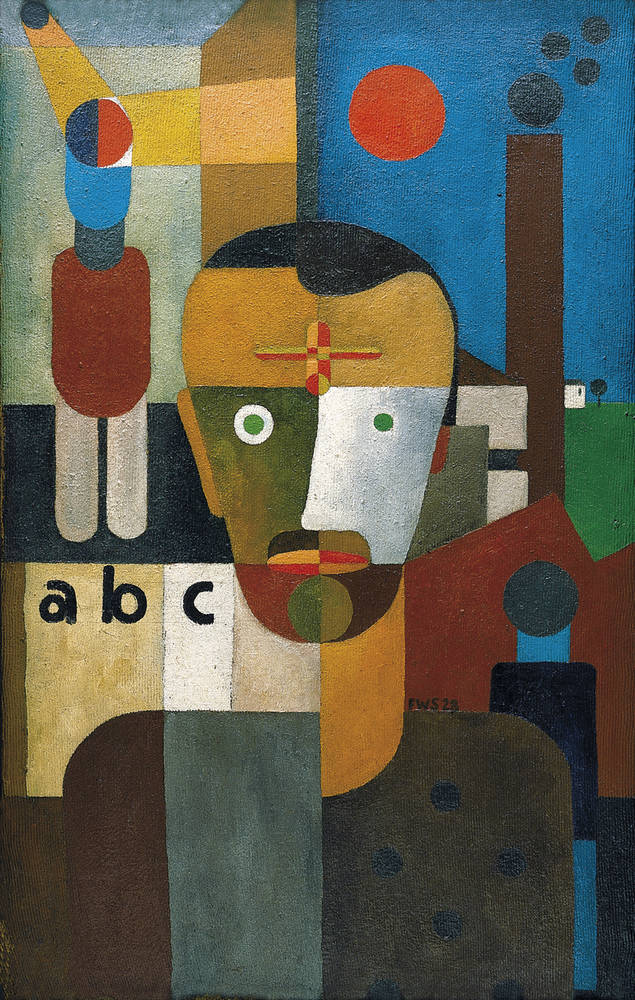
Zelfportret (1928) van Franz Wilhelm Seiwert
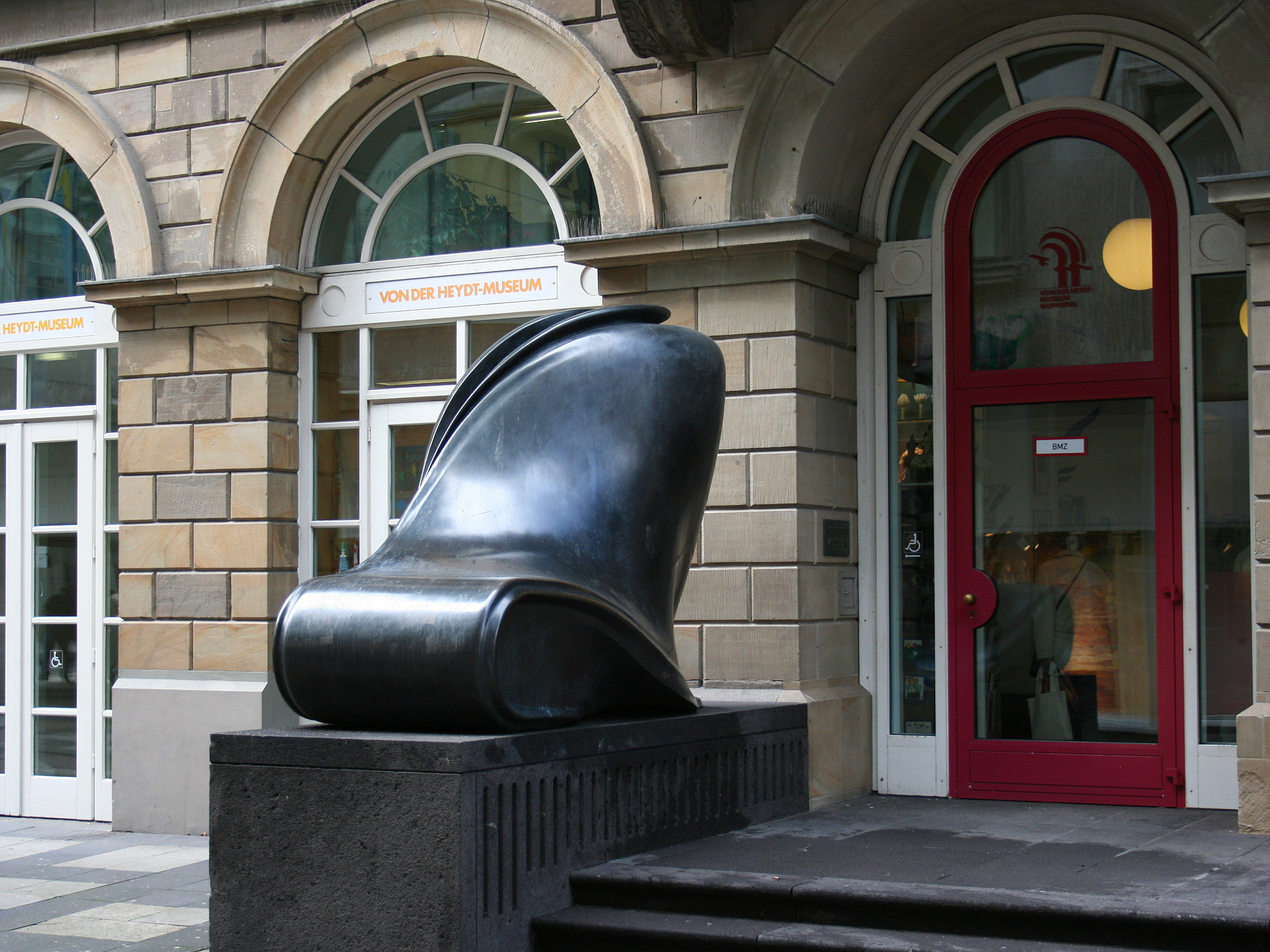
Early Forms (amfoor/blik, 1990) van Tony Cragg